# Ceratinopsis disparata
Ceratinopsis disparata là một loài nhện trong họ Linyphiidae.
Loài này thuộc chi Ceratinopsis. Ceratinopsis disparata được Charles Denton Dondale miêu tả năm 1959.